# Bernhard Schaub
Bernhard Schaub (* 1954 in Bern) ist ein Schweizer Holocaustleugner. Er ist Gründer und Kopf des europaweiten Holocaustleugner-Zusammenschlusses «Europäische Aktion» (EA) und in der Region um Greifswald wohnhaft.

## Beruf
Bernhard Schaub war Lehrer der Rudolf-Steiner-Schule in Adliswil, wo er nach Bekanntwerden seines im Selbstverlag herausgegebenen Buches Adler und Rose aufgrund der dort getätigten Äusserungen bezüglich des Holocausts am 16. Januar 1993 fristlos entlassen wurde.
Danach war er bis 1999 an der Klubschule Migros in Frauenfeld pädagogischer Mitarbeiter und wurde nach einem Vortrag mit rechtsradikalem Inhalt (Zitat: «Europa ist die Heimat der weissen Rasse») in München am 15. Juni 1998 entlassen.
Seither ist er als Vortragsredner im In- und Ausland vor allem im rechtsextremen Umfeld wie der NPD (Deutschland) tätig.

## Aktivitäten
Im März 1994 gründete Schaub mit Arthur Vogt, Andreas Studer und Jürgen Graf die «Arbeitsgemeinschaft zur Enttabuisierung der Zeitgeschichte (AEZ)». Sie wurde später umbenannt in «Arbeitsgemeinschaft zur Erforschung der Zeitgeschichte». Die zugehörige Zeitschrift Aurora mit 13 Ausgaben zwischen 1994 und 1997 (Auflage bis 200 Exemplare) wurde wesentlich von Bernhard Schaub verfasst. Weiter versuchte der Verein, in der Schweiz Gedanken der Holocaustleugner zu verbreiten, und versendete nach eigenen Angaben entsprechende Propaganda an 6000 Adressen aus Politik und Hochschulen (Zurück ins Mittelalter?). Zum gleichen Zweck wurde eine Hochglanzbroschüre verbreitet, in der die Existenz der Gaskammern in Auschwitz bestritten wurde (Das Rudolf-Gutachten).
Schaub war für die rechtsextreme Partei National Orientierter Schweizer (PNOS), die auch gewaltbereite Rechtsextreme zu ihren Mitgliedern zählte, in massgeblicher Stellung tätig. Er ist der Verfasser des Parteiprogramms und schrieb für das Parteiorgan Zeitgeist der PNOS zahlreiche Kolumnen. Nach seinem angeblich freiwilligen Austritt gründete er die Nationale Ausserparlamentarische Opposition (NAPO) in der Schweiz, die sich als «Sammelbewegung für den echten nationalen Widerstand in der Schweiz» sieht.
Die NAPO möchte «kinderreiche weisse Familien», spricht über «Kulturfremde und Fremdrassige» sowie deren «Rückführung».
Weiter stand er dem Verein zur Rehabilitierung der wegen Bestreitens des Holocaust Verfolgten (VRBHV) bis zu dessen Verbot am 7. Mai 2008 vor, der von so bekannten Holocaustleugnern und Rechtsextremen wie Horst Mahler, Manfred Roeder und Ernst Zündel gegründet worden war (am 9. November 2003, dem Jahrestag der Reichspogromnacht). Im Auftrag des VRBHV hielt Schaub eine von ihm im Internet verbreitete Rede auf der Holocaust-Konferenz in Teheran 2006. Ausserdem führte er mit Ursula Haverbeck-Wetzel die in Vlotho ansässige und ebenfalls am 7. Mai 2008 verbotene «Heimvolkshochschule» Collegium Humanum e. V., einen vom ehemaligen NS-Funktionär Werner Georg Haverbeck gegründeten Anlaufpunkt der Neuen Rechten und der Freien Kameradschaften.
Weiter gründete Schaub die «Europäische Aktion» (EA), welche eine Zusammenarbeit von rechtsextremen Gruppierungen in Europa zum Ziel hat. So soll ein Staatengebilde mit starken Nationalstaaten, jedoch mit gemeinsamer Aussen- und Verteidigungspolitik angestrebt werden. Die EA gibt sich stark antiamerikanisch und antisemitisch.
Laut der Kreuzlinger Zeitung vom 21. Februar 2003 äusserte Schaub über sich selbst, er sei Sozialhilfeempfänger und ein «staatlich bezahlter Rechtsextremer».
2020 lebte er in Mecklenburg-Vorpommern.

## Publikationen
- Das Feuer der Freiheit. Eine eidgenössische Denk- und Kampfschrift gegen die EG. Konradin Verlag, Brugg 1992, ISBN 3-9520316-1-5.
- Adler und Rose. Wesen und Schicksal des deutschsprachigen Mitteleuropa. Konradin Verlag, Brugg 1992, ISBN 3-9520316-0-7.
- (Hrsg.) Reich Europa. Manifest der Reichsbewegung. Verlag Zeitenwende, Dresden 1999, ISBN 3-934291-04-X.
- mit Andreas Ferch, Markus Fernbach: Ausbruch aus den Ideologien. Verlag Zeitenwende, Dresden 2001, ISBN 3-934291-12-0.

## Pseudonyme
Bernhard Schaub veröffentlicht(e) auch unter den folgenden Pseudonymen, wohl um den Anschein grösserer Verbreitung der Thesen der Holocaustleugner zu erwecken:
- Hans Herzog
- E. Wolff

## Fernsehbeiträge
- Wenn Rechtsextremisten freie Schulen unterwandern (ab Minute 23), Die Story im Ersten WDR